# بيتر شميت
بيتر شميت (بالنرويجية البوكمول: Peter Schmidt)‏ هو سياسي نرويجي، ولد في 12 يونيو 1782، وتوفي في 4 مارس 1845. انتخب عضو برلمان النرويج ‏.